# Perzselő szerelem
A Perzselő szerelem (eredeti francia címe: Adrienne Lecouvreur) Marcel L’Herbier rendezésében készült, 1938-ban bemutatott fekete–fehér francia filmdráma. Magyarországon a filmet 1941. június 3-án mutatták be.
A történelmi témájú film XV. Lajos francia király korába vezeti a nézőt. Két valóban létezett személy, Szász Móric gróf (francia nevén: Maurice de Saxe) és a 18. századi híres francia színésznő, Adrienne Lécouvreur tragikusan végződött szerelmét dolgozza fel.

## Cselekménye
Párizs a megszokott fényűző és gondtalan életét éli. Maurice de Saxe, a francia hadsereg tábornoka azonban Kurland trónjáért indulna harcba, melyre származása révén tart igényt. A gazdag és befolyásos Bouillon herceghez fordul, hogy támogassa őt pénzzel és zsoldos katonasággal. A herceg szívesen  támogatná is, mert így eltávolíthatja fiatal felesége környezetéből, aki szívesen fogadja Maurice gróf udvarlását. Egy színházi előadáson a grófot elkápráztatja Adrienne Lecouvreur, a híres színésznő, és heves udvarlásba kezd, amelyből kölcsönös és heves szerelem lesz. A gróf már nem gondol a trón megszerzésére sem, mert ahhoz a kurlandi hercegnőt kellene feleségül vennie. 
Bouillon hercegné féltékenységében a gróf lakásán nekitámad Adrienne-nek, később pedig az intrika fegyverét veszi igénybe. Megakadályozza, hogy a gróf anyagi segítséget kapjon, így akarja őt Párizsban tartani. Ugyanakkor Adrienne feláldozza vagyonát és titokban, névtelenül pénzt küld Maurice-nak, hogy zsoldos hadsereget toborozzon. A gróf terve sikerül is, megszerzi Kurland trónját. Később azonban az intrikus Bouillon hercegné felbujtására megingatják pozíciójában, sőt börtönbe is vetik Párizsban.
A hercegné mérget szerez és ráhinti a virágra, melyet Maurice de Saxe király nevében elküld Adrienne-nek. A színésznő boldogan temeti fejét a mérgezett csokorba, majd Jean Racine Phaedrájának előadása közben rosszul lesz. Közben Maurice gróf megtudta, hogy trónja megszerzését Adrienne önfeláldozó anyagi segítségének köszönheti. Rohan hozzá, hogy köszönetet mondjon, de megjelenése nem segít: a szerelmes asszony kedvese karjaiban hal meg.

## Főbb szereplők
- Yvonne Printemps – Adrienne Lecouvreur
- Pierre Fresnay – Maurice de Saxe
- Junie Astor – Bouillon hercegné
- André Lefaur – Bouillon herceg
- Jaque Catelain – d'Argental
- Madeleine Sologne – Flora
- Pierre Larquey – Pitou
- Thomy Bourdelle – Pauly
- Jacqueline Pacaud – Fanchon
- Gabrielle Robinne – Duclos
- Edmond Castel – Folard
- Jean Joffre – lelkész
- Philippe Richard – orvos